# 拉耶瓜达火山
拉耶瓜达火山（西班牙語：La Yeguada，也被称为Chitra-Calobre）是一座巨大的复式火山，位于巴拿马貝拉瓜斯省，阿苏埃罗半岛的北方。